# Brachyramphus
Brachyramphus là một chi chim trong họ Alcidae.

## Hình ảnh

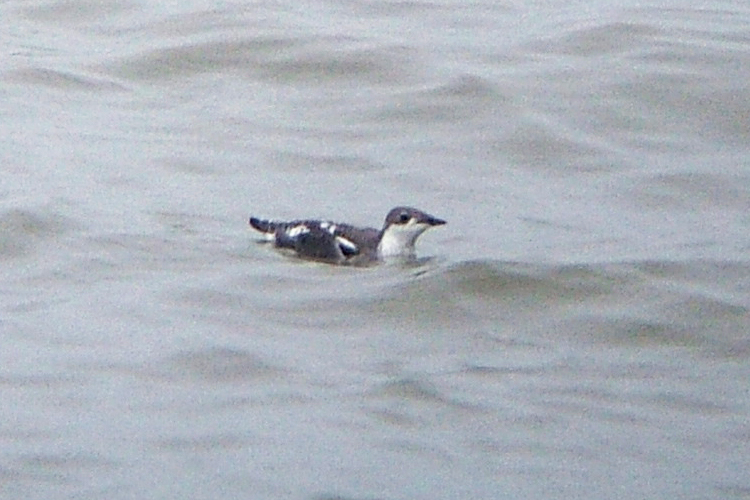
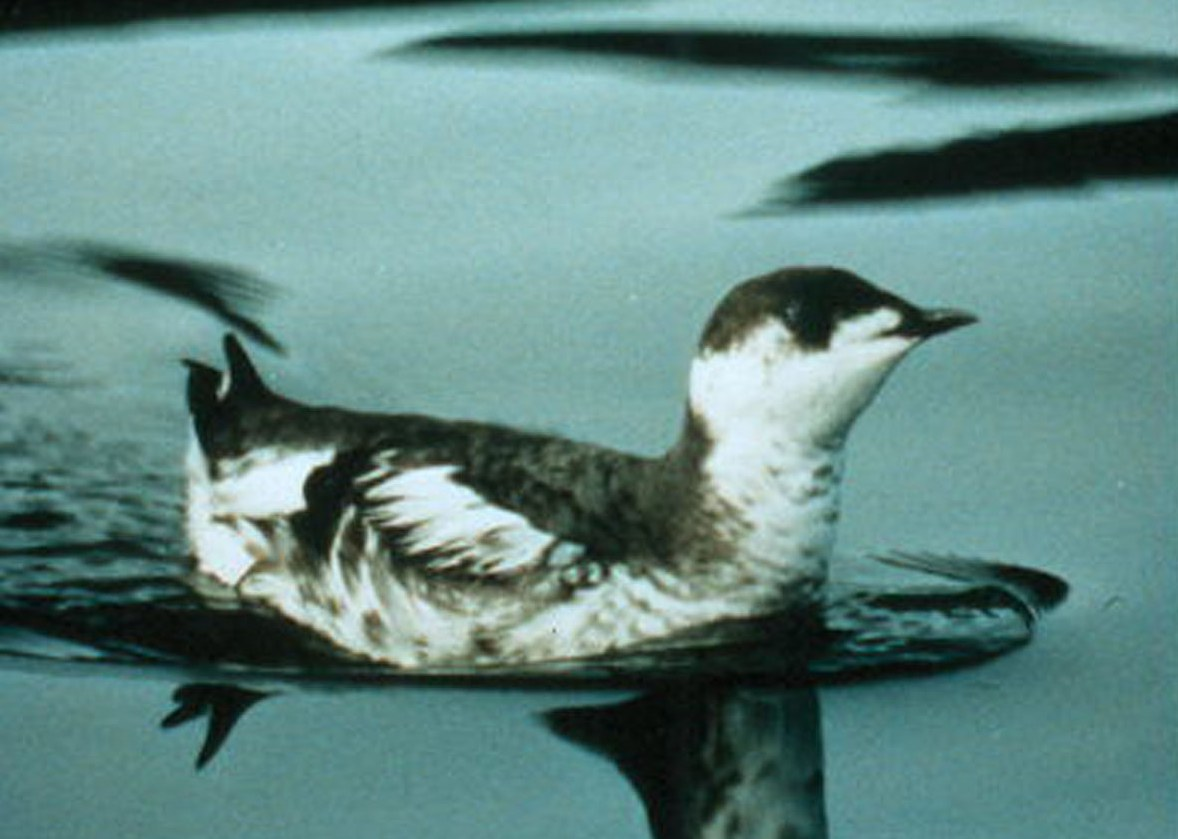
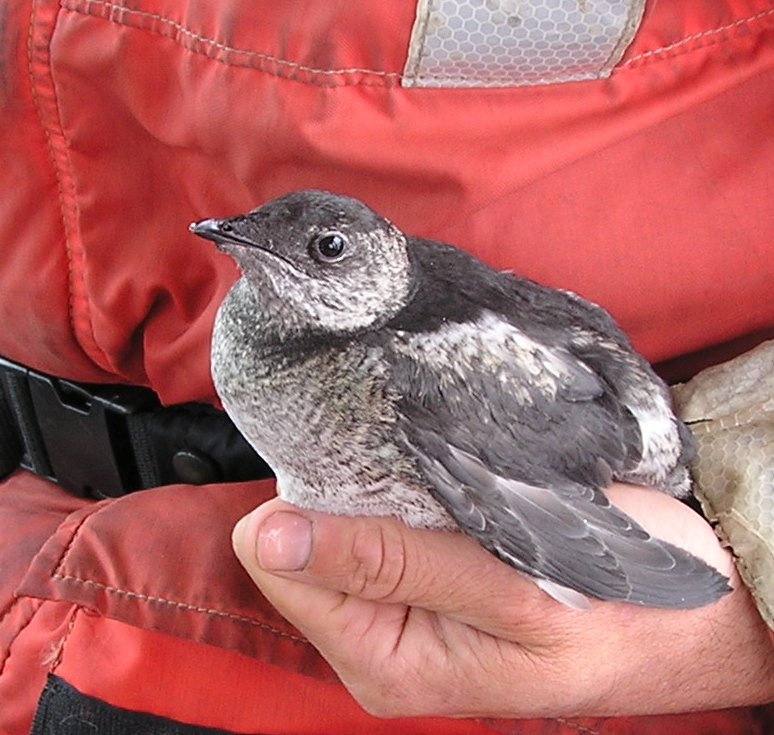
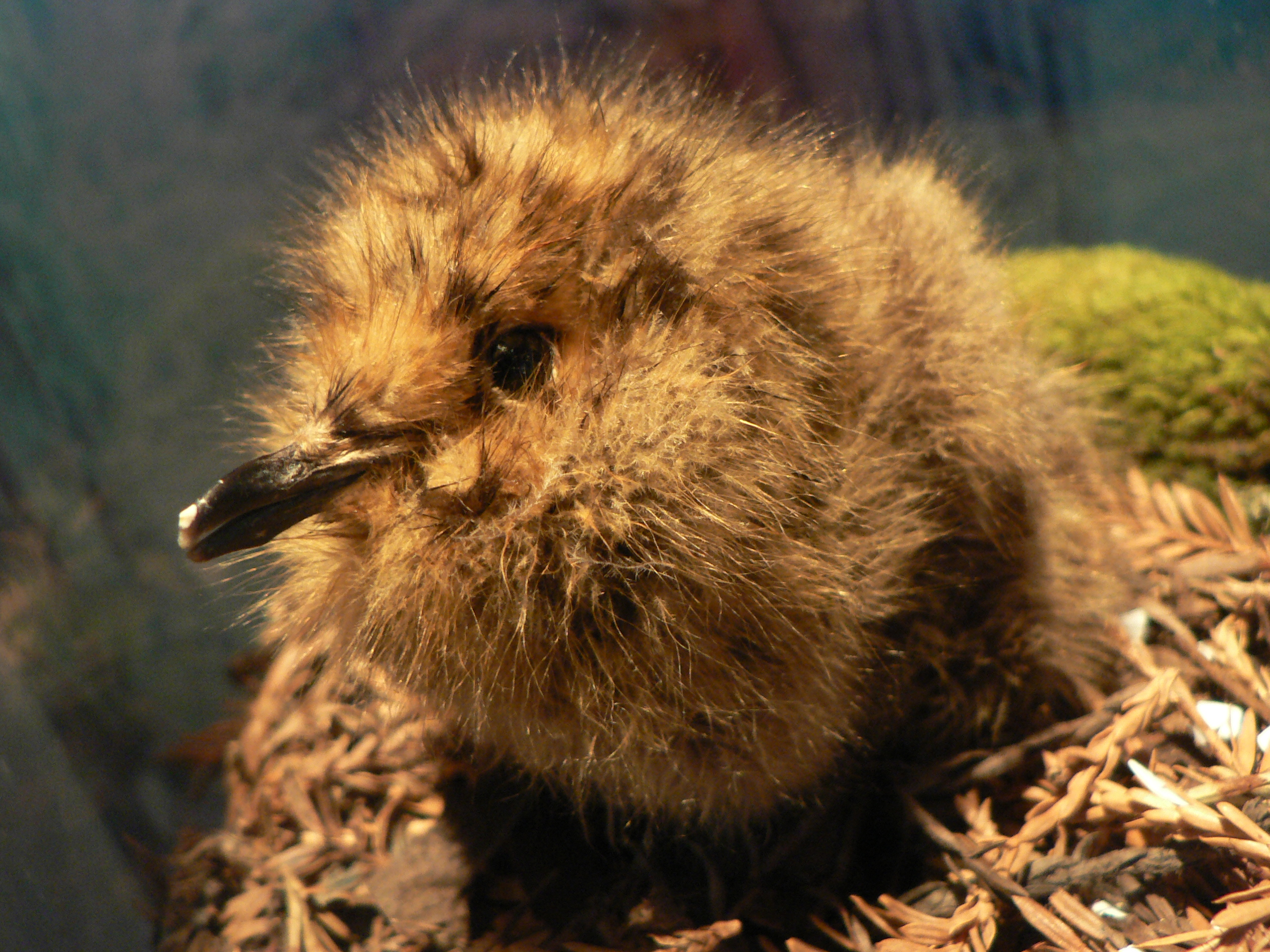